# Kult stromů

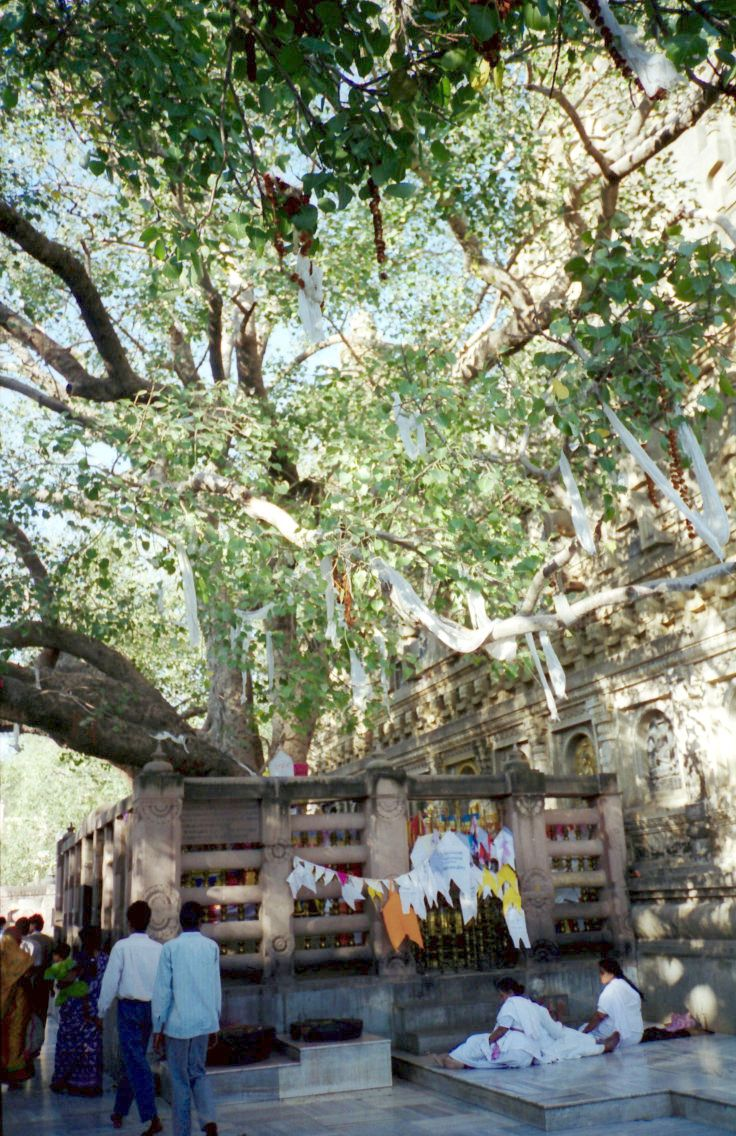
Posvátný strom vedle chrámu Mahábódhi; místo, kde Siddhártha Gautama (Buddha) dosáhl osvícení

Kult stromů a navazující mýty byly součástí mnoha archaických náboženství a stále doznívají i v moderní západní společnosti. Vycházejí z představy animatismu, tedy oduševnělosti všech objektů v přírodě, která byla u archaických společností všeobecně rozšířená.
Víra v existenci duše stromů implikuje, že při jejich kácení či jiném poškozování cítí bolest, což vedlo k snaze jejich utrpení minimalizovat a k různým magickým a náboženským praktikám k usmíření ducha stromu. Zároveň však existují praktiky, které se pomocí výhrůžek pokácení snaží přesvědčit ducha ovocného stromu, aby plodil. Stejně jako lidé taky stromy mohou být sezdány nebo se někde jedná s kvetoucími stromy jako s těhotnými ženami. U některých etnik se věří, že se do stromů uchylují duše předků a v Číně se tradičně sázely stromy na hroby, aby posílily duši zemřelého. Pozdější názory pak nepovažují samotný strom za tělo ducha, ale za pouhý příbytek, který může opouštět. Tento názor vedl ke vzniku víry v lesní démony a bohy.

## Indoevropané
Příslušníci indoevropských etnik, kteří dorazili do hustě zalesněné Evropy, široce praktikovali kult stromů, především dubu. Germánské a keltské názvy pro svatyni bývají odvozovány od slov pro háj nebo mýtinu. Mnohé doklady o uctívání stromů existují také pro Řeky, Římany, Slovany a Balty. V současné Evropě patří mezi pozůstatky tohoto kultu například stavění májky.

## Ugrofinové
Také Ugrofinové praktikovali kult většinou v hájích a to ohrazených, vytvořených ponecháním několika stromů na mýtině. Ke kořenům stromů se kladli oběti nebo je věšeli na větve.